# ジャン・ラングレー
ジャン・ラングレー（Jean Langlais, 1907年2月15日 – 1991年5月8日）は、ブルターニュ出身のフランスの作曲家。ヴィルトゥオーゾのオルガニストにして即興演奏の名手としても知られた。

## 略歴
モン・サン＝ミシェルに近い、イル＝エ＝ヴィレーヌ県の小村ラ・フォントネルの出身。まだ2歳のときに失明する。上京して国立盲学校に入学し、パリでオルガンの学習を始める。その後パリ音楽院に進みオルガンをマルセル・デュプレに師事（1930年には一等賞を得ている。）、また、即興演奏をシャルル・トゥルヌミールやアンドレ・マルシャルに、作曲をポール・デュカスにそれぞれ師事した。パリ音楽院卒業後は国立盲学校に戻って教鞭を執り、1961年から1976年まではスコラ・カントルムでも教壇に立った。
1945年に、セザール・フランクや恩師トゥルヌミールの前例に倣ってサント・クロチルド聖堂に教会オルガニストに着任したこと機に、1988年に勇退するまで音楽家としての名を揚げていった。演奏会オルガニストとして引く手あまたで、欧米各地で幅広く演奏旅行を行なった。
私生活では、華やかで超人的な人柄で知られる。長年にわたって夫人と家政婦とで暮らし、夫人に先立たれると家政婦と再婚して、73歳で1子を儲けた。
1991年5月にパリにて他界。
2007年にラングレーの生誕100周年を記念して、英語版DVD『ジャン・ラングレーの生涯と音楽 Life and Music of Jean Langlais』が米国オルガニスト組合ロサンジェルス支部より発表された。

## 作品
ラングレーは多作家であり、作品番号にして254曲もの楽曲を作曲している。最初の作品はオルガン曲《前奏曲とフーガ》（1927年）であり、最後の曲もオルガン曲（《トリオ》（1990年））というように、とりわけオルガン曲や宗教音楽の作曲家として知られるが、比較的よく演奏されるピアノ曲《無窮動（Mouvement perpétuel）》等、器楽曲や室内楽曲も多数手懸け、いくつか世俗音楽も遺した。
ラングレーの作曲様式は、豊かで複雑な和声法と、多旋法によった自由な調性に基づく20世紀中葉のフランス音楽を代表するもので、友であり同胞のオリヴィエ・メシアンより調性的である。
最も有名な作品は、多数のオルガン作品と《荘厳ミサ曲（Messe Solennelle）》、《聖母交唱ミサ (missa salve regina)》や《素朴なミサ (missa in simplicitate) 》等のミサ曲である。